# Bertus Quaars

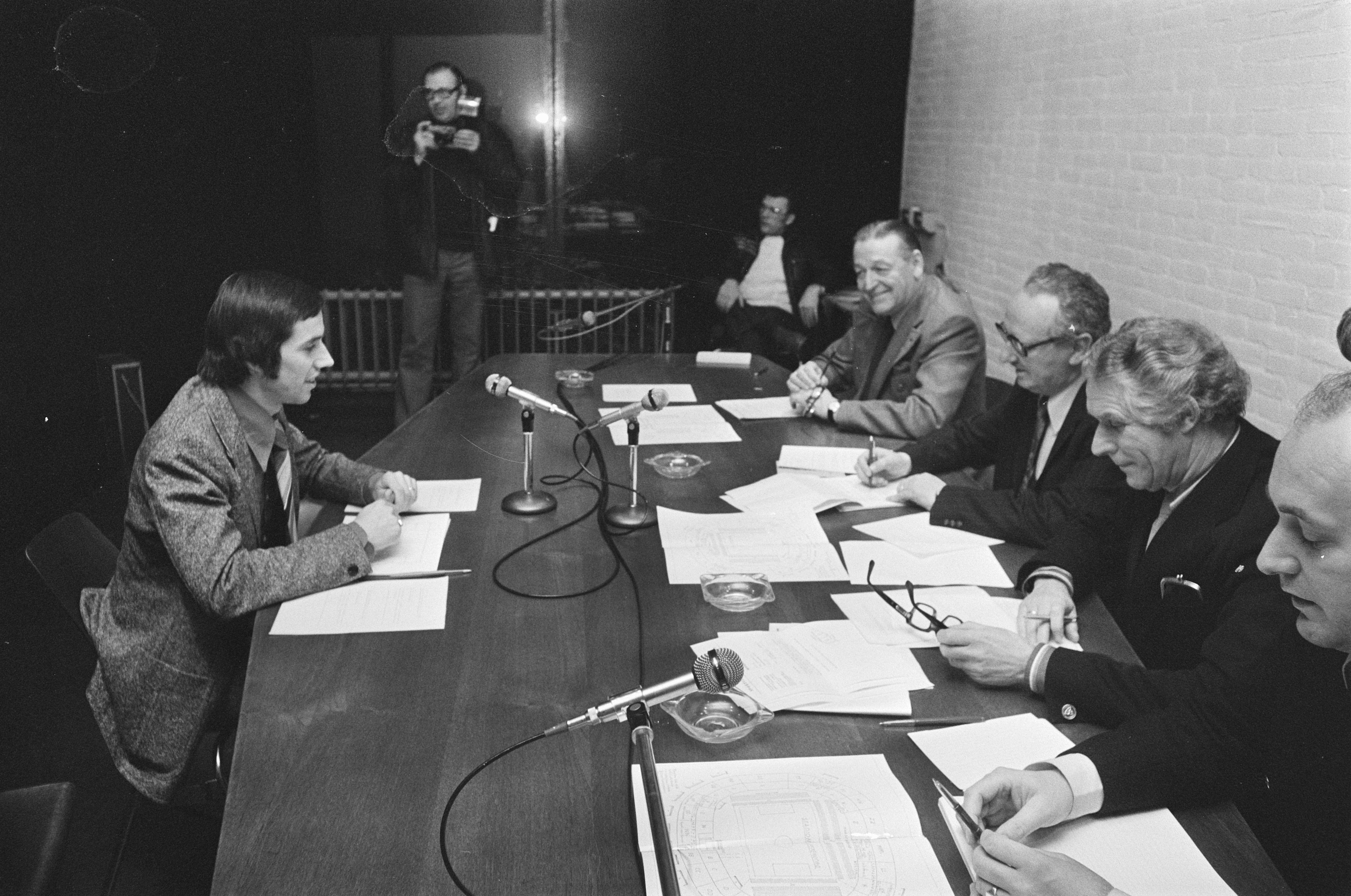
Bertus Quaars (links) staat de tuchtcommissie van de KNVB te woord naar aanleiding van het incident met grensrechter Griek

Bertus Quaars (Breda, 17 juni 1947) is een voormalig Nederlands voetballer. Hij stond onder contract bij NAC en PSV.
Bertus Quaars debuteerde in het seizoen 1966-1967 voor NAC. In 1973 won hij met de Bredanaars de KNVB Beker. Na de 2-0 zege op NEC mocht Quaars als aanvoerder de beker in ontvangst nemen.
In 1974 maakte Quaars de overstap naar PSV. Met de Eindhovenaren werd Quaars twee keer achter elkaar kampioen, maar de middenvelder slaagde er niet in een vaste basisplaats af te dwingen bij de Brabantse topclub.
Op 21 december 1975 was Quaars als speler van PSV betrokken bij een bijzonder incident. Hij was het slachtoffer van een kopstoot van grensrechter Gerrit Griek. Quaars had in de topper tegen Feyenoord in Rotterdam de 1-1 gelijkmaker gescoord, maar zijn treffer werd afgekeurd wegens buitenspel. Toen Quaars hierop verhaal ging halen bij Griek werd hij gevloerd door een kopstoot van de grensrechter. Omdat Griek ten onrechte aan scheidsrechter Theo Boosten het tegenovergestelde verklaarde, toonde Boosten Quaars de rode kaart. 
In 1976 keerde Quaars terug naar NAC waar hij in 1981 zijn professionele voetballoopbaan afsloot. Na zijn carrière had Quaars jarenlang een parketzaak in Breda.